# Jeļena Ostapenko
Jeļena Ostapenko (Riga, 8 de juny de 1997) és una tennista professional letona.
Ostapenko ha guanyat dos títols individuals, dels quals un és Grand Slam i tres en dobles del circuit WTA Tour, a més de set títols en individuals i vuit en dobles de la ITF Tour. El 12 de juny de 2017, va aconseguir el seu rànquing més alt a nivell individual, al ocupar el lloc número 5 del món a principis de 2018, mentre que a nivell de dobles, va ocupar el lloc 32. Va guanyar el Roland Garros 2017 sent la primera tennista en guanyar aquest títol sense ser cap de sèrie des de 1933, i també va esdevenir la primera tennista letona en guanyar un títol de Grand Slam.

## Biografia
Nascuda a la ciutat de Riga (Letònia) filla de l'exjugador de futbol Jevgenijs Ostapenko i de Jelena Jakovleva. El seu pare, va jugar professionalment al Metalurg Zaporizhia de la Premier League d'Ucraïna. La seva mare la va introduir al món del tennis amb cinc anys, i també practicava la dansa, disciplina en la qual va competir en el Campionat Nacional de Balls de Saló de Letònia. Als 12 anys es va decantar pel tennis, aprofitant les seves qualitats en la dansa per a la seva mobilitat a la pista.
Malgrat que el seu nom real és Jelena, és coneguda familiarment i pels seus amics com Alona, ja que és el nom que desitjaven els seus pares quan va néixer, però aquest nom no era inclòs en el santoral letó. Parla letó, rus i anglès.

## Torneigs de Grand Slam

### Individual: 1 (1−0)
| Resultat   | Núm. | Any  | Torneig       | Oponent      | Marcador      |
| ---------- | ---- | ---- | ------------- | ------------ | ------------- |
| Guanyadora | 1.   | 2017 | Roland Garros | Simona Halep | 4−6, 6−4, 6−3 |

### Dobles femenins: 4 (1−3)
| Resultat   | Núm. | Any  | Torneig              | Parella           | Oponents                           | Marcador         |
| ---------- | ---- | ---- | -------------------- | ----------------- | ---------------------------------- | ---------------- |
| Finalista  | 1.   | 2024 | Open d'Austràlia     | Liudmila Kitxenok | Hsieh Su-wei Elise Mertens         | 1−6, 5−7         |
| Guanyadora | 1.   | 2024 | US Open              | Liudmila Kitxenok | Kristina Mladenovic Zhang Shuai    | 6−4, 6−3         |
| Finalista  | 2.   | 2025 | Open d'Austràlia (2) | Hsieh Su-wei      | Kateřina Siniaková Taylor Townsend | 2−6, 7−6(4), 3−6 |
| Finalista  | 3.   | 2025 | Wimbledon            | Hsieh Su-wei      | Veronika Kudermétova Elise Mertens | 6−3, 2−6, 4−6    |

### Dobles mixts: 1 (0−1)
| Resultat  | Núm. | Any  | Torneig   | Parella          | Oponents                | Marcador |
| --------- | ---- | ---- | --------- | ---------------- | ----------------------- | -------- |
| Finalista | 1.   | 2019 | Wimbledon | Robert Lindstedt | Latisha Chan Ivan Dodig | 2−6, 3−6 |

## Carrera tennística

### Júnior (2010-2014)
Ostapenko va debutar en el circuit junior de la ITF jugant l'Education Cup 2010, a la ciutat de Jūrmala a Letònia. Va Guanyar el torneig sense cedir cap set. Durant la seva etapa júnior, va guanyar nou torneigs en les diferents categories, entre els quals destaquen el famós Eddie Herr International l'any 2013, on va vèncer a l'egípcia Sandra Samir per 6-1, 3-6 i 6-3 a la final, el Nike Junior International del 2014, on va guanyar a Kristína Schmiedlová per 6-2 i 6-3 i el torneig de Wimbledon del 2014 en la seva categoria d'individual júnior femení, on va tornar a vèncer Schmiedlová a la final, per 2-6, 6-3 i 6-0, resultat que la va llençar al número 2 del món de la categoria. El seu últim torneig va ser el US Open júnior de 2014, on va perdre en segona ronda.

### Professional

#### 2012-2014: Primeres passes
Ostapenko va debutar professionalment el febrer de 2012, al jugar el torneig ITF $10.000 de Tallin, a Estònia. En aquell torneig es va haver de retirar a segona ronda quan perdia 0-5 el primer set contra Indy de Vroome. Aquella temporada, va guanyar un títol en individuals, en l'ITF $10.000 d'Estocolm 2 i un en dobles, en l'ITF $10.000 d'Estocolm 1. A més. Va rebre la seva primera invitació WTA per a jugar el torneig de Moscou del 2012, torneig de categoria Premier, on va caure en primera ronda de la classificació contra Olga Puchkova, per 4-6 i 1-6.
La temporada 2013, va començar guanyant el títol tant en individuals com en dobles en l'ITF $10.000 de Helsingborg. Posteriorment, va guanyar dos torneigs ITF $25.000 en dobles, el primer al març a Tallin i després al juliol a Imola. A l'abril va fer el seu debut amb l'equip de Letònia de la Fed Cup, que estava a la Zona Europa/Àfrica II. Va jugar individuals i dobles contra Finlàndia, Tunísia i els playoff d'ascens contra Montenegro, a més de jugar individuals contra Estònia. Va guanyar tots els seus partits, amb l'excepció del partit de dobles contra Tunísia. Amb les seves victòries va col·laborar a l'ascens a la Zona Europa/Àfrica I. Va tancar l'any guanyant el títol d'individuals i de dobles a l'ITF $10.000 de Hèlsinki.
Ostapenko va guanyar la majoria dels seus títols ITF en individuals l'any 2014, quan es va fer amb tres de cinc torneigs disputats a Pula, corresponents a la categoria ITF $10.000, concretament els torneigs de Pula 5, 7 i 8, a més d'endur-se el títol en dobles en els torneigs de Pula 5 i 7. Aquells torneigs van ser els últims que va disputar en aquella categoria, ja que després ja va jugar partits de categories més importants. Va tornar a jugar per Letònia a la Fed Cup, on va perdre tots els seus partits de la fase de grups exceptuant dos partit de dobles de la Zona Europa/África I, quedant últimes de grup. En la repesca va guanyar el seu partit d'individuals contra Eslovènia, aconseguint la permanència la zona. Al setembre d'aquell any, va debutar en el quadre principal d'un torneig WTA, al rebre una wild card pel torneig de Taixkent, de categoria International. En primera ronda, va guanyar a Shahar Pe'er, exnúmero 11 del món, per 6-3 i 7-5, aconseguint la seva primera victòria en el circuit WTA. En el següent partit, va perdre contra Ksenia Pervak per 2-6 i 63-7. Al novembre, va jugar la final de l'ITF $25.000 de Zawada, a la ciutat polonesa d'Opole, on va caure contra Océane Dodin.
El juliol de 2014 va guanyar el Torneig de Wimbledon en la modalitat individual de júnior femení, convertint-se en la primera tennista letona, home o dona, en guanyar un Grand Slam en qualsevol de les seves categories.

#### 2015: Debut en el Top 100 i primera final WTA
Jeļena va començar l'any 2015 guanyant un títol de dobles al ITF $25.000 d'Andrézieux-Bouthéon, a França. Al febrer, va participar amb Letònia a la Fed Cup per tercer any consecutiu. A la fase de grups de la Zona Europa/África I, va jugar tots els partits d'individuals i de dobles, on va guanyar un partit en cada modalitat i va perdre'n dos de la mateixa forma. De la mateix amanera que l'any anterior va quedar últimes de grup però a l'eliminatòria per la permanència contra Àustria va guanyar els seus dos partits assegurant la permanència a la zona per segon any consecutiu.

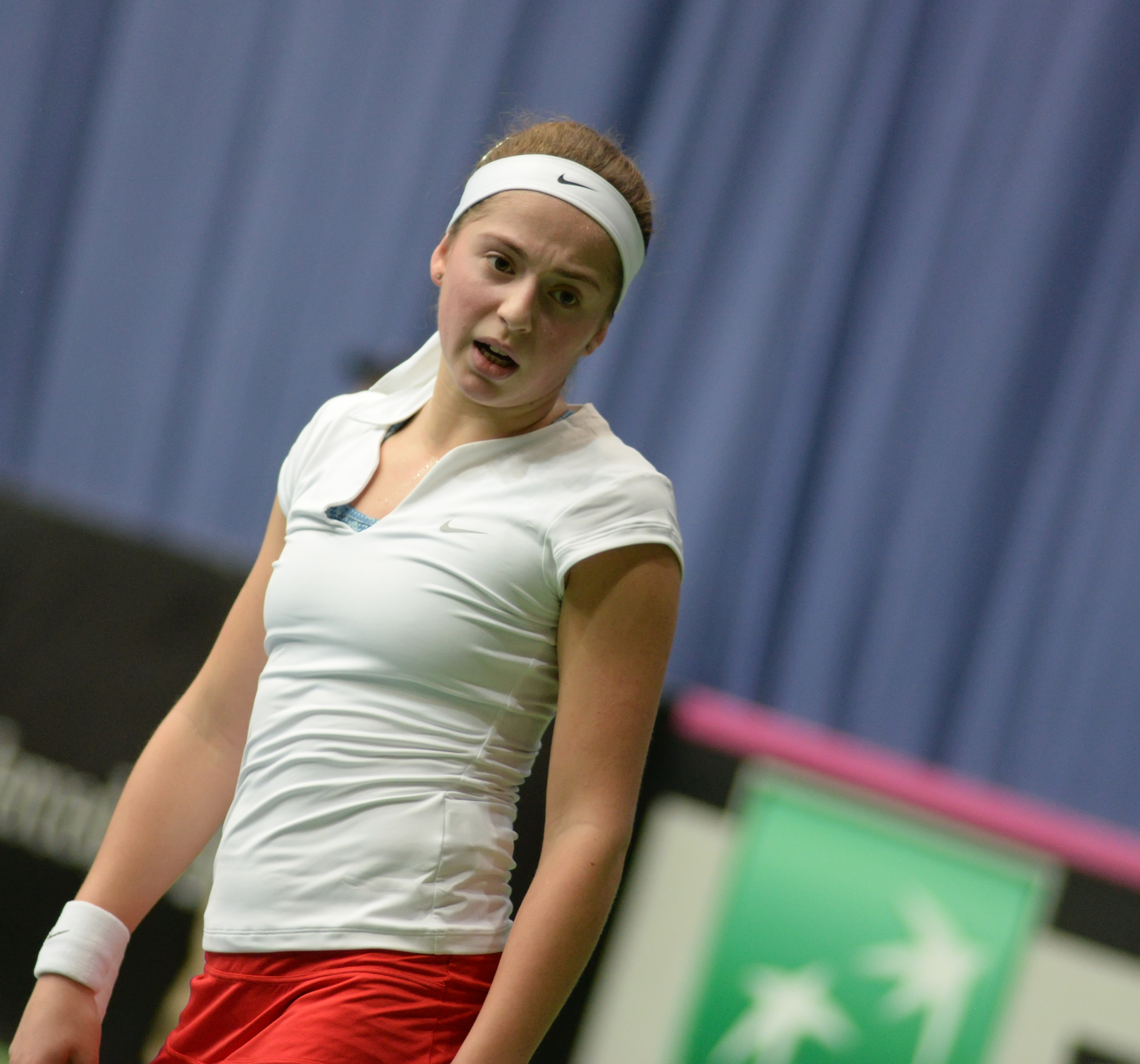
Ostapenko a la Fed Cup 2015.

Només dues setmanes després, va guanyar el torneig de Sant Petersburg, en aquell moment, torneig de categoria ITF $50.000, essent el seu títol més important fins al moment. Va encadenar 8 victòries seguides i va guanyar el torneig venint de la fase de classificació. Un mes després, va jugar el ITF $50.000 de Quanzhou, en el qual va aconseguir la seva primera victòria contra una jugadora Top 100, al guanyar en segona ronda a Wang Qiang, classificada en el lloc 94 en aquell moment. Va arribar a la final on va caure contra Yelizaveta Kulichkova per 1-6, 7-5 i 5-7.
La temporada de terra batuda, va jugar diferents torneig d'on destaquen la derrota a semifinals al ITF $100.000 de Trnava, a Eslovàquia, on va encadenar dues victòries contra jugadores Top 100 (Yanina Wickmayer i Tereza Smitková), la jugadora que la va guanyar va ser Danka Kovinic en tres sets. Al maig va participar per primera vegada en un Grand Slam, jugant la fase de classificació del Roland Garros, on va caure contra la russa Vera Dushevina en primera ronda.
La temporada d'herba li va portar la primera Wild Card per a un Grand Slam. Va ser a Wimbledon on va vèncer en el seu debut al quadre principal a Carla Suárez Navarro, número 9 del món, aconseguint la primera victòria contra una Top 10 per 6-2 i 6-0 en només 53 minuts. No obstant va perdre en segona ronda contra la francesa Kristina Mladenovic per 4-6 i 5-7.
El mes de juliol va ser en el qual va jugar el seu últim torneig fins al moment en categoria ITF i va ser a Vancouver. L'agost va tornar a estar al quadre final d'un Grand Slam passant per la fase de classificació del US Open guanyat a primera ronda a Annika Beck en tres sets, però perdent a la següent ronda contra Sara Errani.
A la recta final de la temporada, va jugar el torneig de categoría International del Quebec arribant fins a la final, essent la seva millor classificació en un torneig WTA. Curiosament va perdre la final contra Annika Beck, només dues setmanes després d'haver-la derrotat al US Open, quedant-se sense el títol. Tot i perdre es va assegurar entrar per primera vegada al Top100 del circuit femení acabant l'any com a número 79.

#### 2016: Primera final WTA Premier 5 i debut en el Top50
Va jugar per primera vegada l'Open d'Austràlia, on va caure en primera ronda contra Su-Wei Hsieh en tres sets.

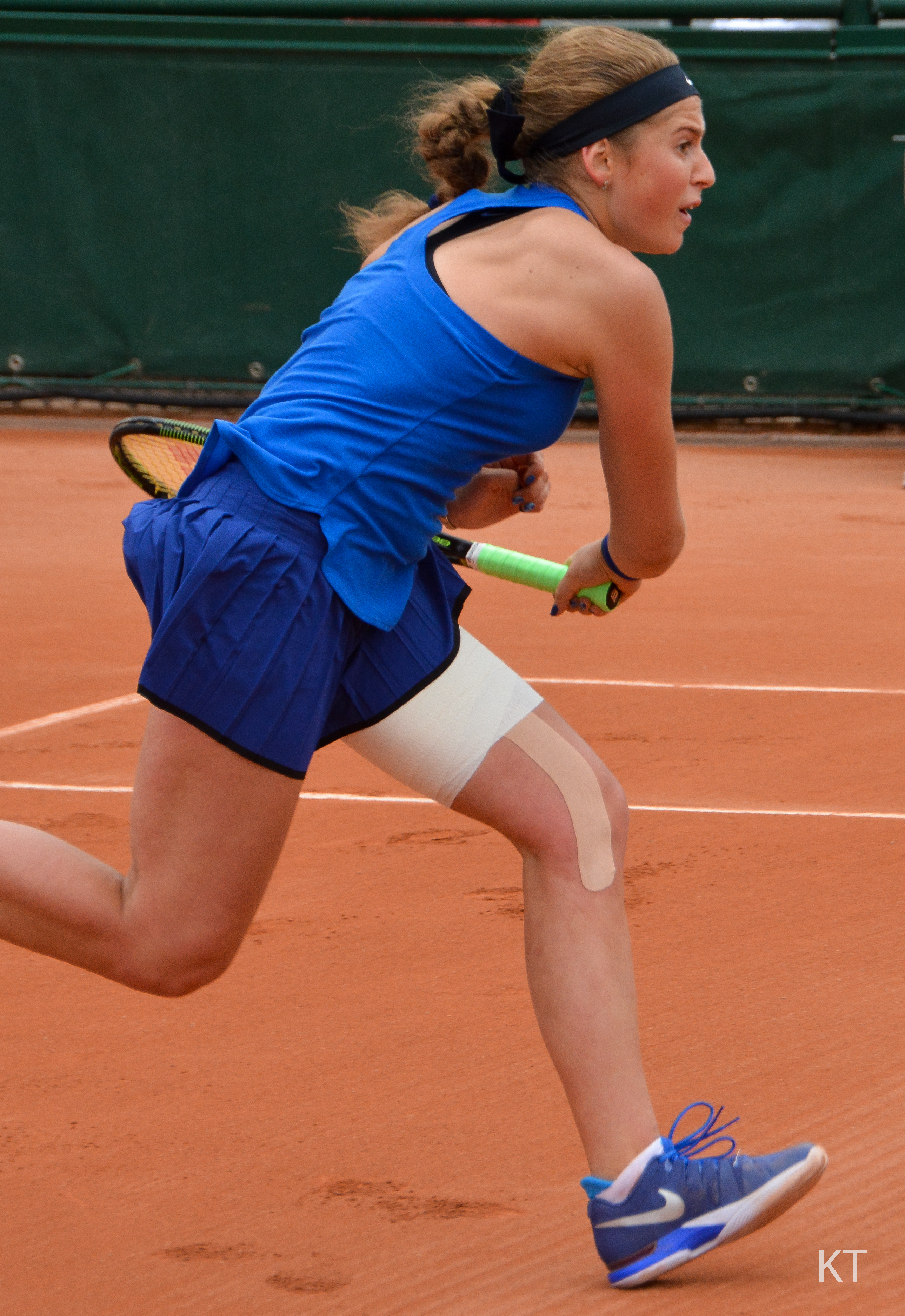
Jeļena Ostapenko al Roland Garros 2016.

Al febrer, va tornar a jugar la Fed Cup, i en aquesta edició van quedar terceres de grup evitant l'eliminatòria per no baixar de categoria. Va jugar el Torneig de Doha, al Qatar, de la categoria Premier 5. Va perdre només un set en tot el torneig contra Petra Kvitová, número 8 del món. Tot i el bon torneig va perdre la final contra Carla Suárez Navarro per 6-1, 4-6 i 4-6. Aquest torneig li va valdre entrar al Top 50 col·locant-se a la posició 41 i va ser votada com el Progrés del Mes de Febrer, a la pàgina web de la WTA.
Va participar per primera vegada en el quadre principal del Roland Garros com la número 32 i última pre-classificada. Tot i ser cap de sèrie va caure en primera ronda davant Naomi Osaka per 4-6 i 5-7. A Wimbledon tampoc va passar de primera ronda en individuals, no obstant, en els dobles mixts, va arribar a les semifinals, fent parella amb l'austríac Oliver Marach. En el US Open, també va perdre a primera ronda. Va acabar la temporada en el Top 50 per primera vegada en la posició 44 del ranking WTA.

#### 2017: Consolidació i títol de Roland Garros
El 2016 començava d'una manera més sòlida que tal com va acabar la temporada anterior arribant a semifinals del Torneig d'Auckland. En l'Open d'Austràlia, va arribar a tercera ronda, perdent contra la número 5 del món, Karolína Plíšková.
La setmana següent va jugar el torneig Premier de Sant Petersburg, guanyant en dobles amb la polonesa Alicja Rosolska. Aquest torneig es convertia en el primer títol per a Ostapenko en el circuit WTA en qualsevol modalitat. Va participar en la Fed Cup, ajudant que Letònia quedés segona classificada del seu grup.

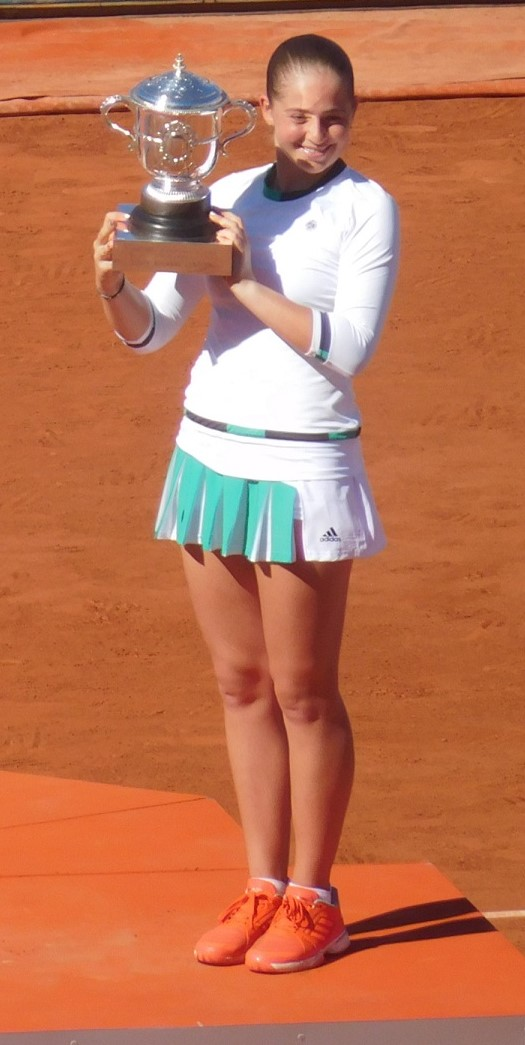
Ostapenko amb el Suzanne Lenglen.

Va començar la gira de terra batuda a Charleston. Va encadenar cinc victòries, inclosa una contra Caroline Wozniacki, per a disputar la seva primera final de categoria Premier i la tercera de la seva carrera en individuals. Va perdre el títol en dos sets (3-6 i 1-6) contra Dària Kassàtkina, en una de les finals de menor edat entre tennistes en els últims anys. Quinze dies més tard va jugar el Torneig de Stuttgart de categoria Premier. En dobles va guanyar el seu segon títol fent parella amb l'americana Raquel Atawo.
Va arribar a Roland Garros com a número 47 del món. En aquesta edició va anar guanyant fins a quarts a Louisa Chirico, Mónica Puig, Lesia Tsurenko i a Samantha Stosur. A la ronda de quarts va vèncer per quarta vegada a la seva carrera i la tercera en els dos darrers mesos, a Caroline Wozniacki, per 4-6, 6-2 i 6-2. A les semifinals, es va enfrontar a Timea Bacsinszky, semifinalista del torneig el 2015, a la que va guanyar per 7-6 (4), 3-6 i 6-3, el dia en que les dues feien l'aniversari. Amb la victòria a semis, es va convertir en la primera letona, home o dona, en una final de Grand Slam, a més de ser la primera tennista no pre-classificada en jugar una final de Roland Garros des de Mima Jaušovec el 1983. A la final, va enfrontar-se a la tenista número 4 del món, la romanesa Simona Halep, que buscava el seu primer títol de Grand Slam i la primera posició del ranking. Ostapenko va sorprendre a tothom guanyant la final en tres sets i així el seu primer torneig de Grand Slam. Amb la seva victòria va aconseguir una de les fites més importants a la història de Letònia, i es va fer amb diverses marques: es va convertir en la tennista més jove en guanyar el torneig des d'Iva Majoli el 1997, la primera campiona sense pre-classificació a ganar Roland Garros des de Margaret Scriven el 1933, la tennista més jove en guanyar un Grand Slam des de Maria Xaràpova el 2006 i en la primera tennista, home o dona, en guanyar el seu primer títol de Grand Slam en 20 anys, quan Gustavo Kuerten, també sense ser pre-classificat, va guanyar el primer títol de la seva carrera a Roland Garros 1997, el mateix dia en que Jeļena Ostapenko va néixer. A més, es va quedar a les portes del Top10, en el lloc número 12 del món.
Posteriorment a la seva victòria en el segon Grand Slam de l'any, va començar la gira d'herba jugant a Eastbourne, on va entrar directament a la segona ronda. Allí va guanyar a Carla Suárez Navarro en tres sets. Tot i això va perdre a la següent ronda, contra Johanna Konta, per 5-7, 6-3 i 4-6. Més tard, a Wimbledon, va seguir ampliant la seva ratxa en Grand Slams. Guanyant a Aliaksandra Sasnovich, Françoise Abanda, Camila Giorgi i a la número 5 del món, Elina Svitolina, arribant a quarts. Allí, va perdre contra l'estatunidenca Venus Williams, per 3-6 i 5-7, trencant la ratxa d'11 partits sense perdre en Grand Slam.

## Palmarès

### Individual: 18 (9−9)
| 2009 − 2020             | Després de 2021 |
| ----------------------- | --------------- |
| Grand Slam (1−0)        |                 |
| WTA Finals (0−0)        |                 |
| Premier Mandatory (0−1) | WTA 1000 (0−1)  |
| Premier 5 (0−1)         | WTA 1000 (0−1)  |
| Premier (0−1)           | WTA 500 (5−1)   |
| International (2−2)     | WTA 250 (1−2)   |

| Títols per superfície |
| --------------------- |
| Dura (5−6)            |
| Gespa (2−1)           |
| Terra batuda (2−1)    |
| Moqueta (0−1)         |

| Resultat   | Núm. | Data                   | Torneig                    | Superfície   | Oponent               | Marcador         |
| ---------- | ---- | ---------------------- | -------------------------- | ------------ | --------------------- | ---------------- |
| Finalista  | 1.   | 20 de setembre de 2015 | Quebec, Canadà             | Moqueta (i)  | Annika Beck           | 2−6, 2−6         |
| Finalista  | 2.   | 27 de febrer de 2016   | Doha, Qatar                | Dura         | Carla Suárez Navarro  | 6−1, 4−6, 4−6    |
| Finalista  | 3.   | 9 d'abril de 2017      | Charleston, Estats Units   | Terra batuda | Dària Kassàtkina      | 3−6, 1−6         |
| Guanyadora | 1.   | 10 de juny de 2017     | Roland Garros, França      | Terra batuda | Simona Halep          | 4−6, 6−4, 6−3    |
| Guanyadora | 2.   | 24 de setembre de 2017 | Seül, Corea del Sud        | Dura         | Beatriz Haddad Maia   | 6−7(5), 6−1, 6−4 |
| Finalista  | 4.   | 1 d'abril de 2018      | Miami, Estats Units        | Dura         | Sloane Stephens       | 6−7(5), 1−6      |
| Finalista  | 5.   | 13 d'octubre de 2019   | Linz, Àustria              | Dura (i)     | Cori Gauff            | 3−6, 6−1, 2−6    |
| Guanyadora | 3.   | 20 d'octubre de 2019   | Luxemburg, Luxemburg       | Dura (i)     | Julia Görges          | 6−4, 6−1         |
| Guanyadora | 4.   | 26 de juny de 2021     | Eastbourne, Regne Unit     | Gespa        | Anett Kontaveit       | 6−3, 6−3         |
| Finalista  | 6.   | 19 de setembre de 2021 | Luxemburg                  | Dura (i)     | Clara Tauson          | 3−6, 6−4, 4−6    |
| Guanyadora | 5.   | 19 de febrer de 2022   | Dubai, Emirats Àrabs Units | Dura         | Veronika Kudermétova  | 6−0, 6−4         |
| Finalista  | 7.   | 25 de juny de 2022     | Eastbourne                 | Gespa        | Petra Kvitová         | 3−6, 2−6         |
| Finalista  | 8.   | 25 de setembre de 2022 | Seül                       | Dura         | Ekaterina Alexandrova | 6−7(4), 0−6      |
| Guanyadora | 6.   | 25 de febrer de 2023   | Birmingham, Regne Unit     | Gespa        | Barbora Krejčíková    | 7−6(8), 6−4      |
| Guanyadora | 7.   | 13 de gener de 2024    | Adelaida, Austràlia        | Dura         | Dària Kassàtkina      | 6−3, 6−2         |
| Guanyadora | 8.   | 4 de febrer de 2023    | Linz                       | Dura (i)     | Ekaterina Alexandrova | 6−2, 6−3         |
| Finalista  | 9.   | 15 de febrer de 2025   | Doha (2)                   | Dura         | Amanda Anisimova      | 4−6, 3−6         |
| Guanyadora | 9.   | 20 d'abril de 2025     | Stuttgart, Alemanya        | Terra batuda | Arina Sabalenka       | 6−4, 6−1         |

### Dobles femenins: 22 (11−11)
| 2009 − 2020             | Després de 2021 |
| ----------------------- | --------------- |
| Grand Slam (1−3)        |                 |
| WTA Finals (0−0)        |                 |
| Premier Mandatory (0−1) | WTA 1000 (1−1)  |
| Premier 5 (1−1)         | WTA 1000 (1−1)  |
| Premier (2−0)           | WTA 500 (4−4)   |
| International (0−1)     | WTA 250 (2−0)   |

| Títols per superfície |
| --------------------- |
| Dura (7−8)            |
| Gespa (2−2)           |
| Terra batuda (2−1)    |

| Resultat   | Núm. | Data                  | Torneig                        | Superfície       | Parella            | Oponents                             | Marcador            |
| ---------- | ---- | --------------------- | ------------------------------ | ---------------- | ------------------ | ------------------------------------ | ------------------- |
| Guanyadora | 1.   | 5 de febrer de 2017   | Sant Petersburg, Rússia        | Dura (i)         | Alicja Rosolska    | Darija Jurak Xenia Knoll             | 3−6, 6−2, [10−5]    |
| Guanyadora | 2.   | 30 d'abril de 2017    | Stuttgart, Alemanya            | Terra batuda (i) | Raquel Atawo       | Abigail Spears Katarina Srebotnik    | 6−4, 6−4            |
| Guanyadora | 3.   | 17 de febrer de 2018  | Doha, Qatar                    | Dura             | Gabriela Dabrowski | Andreja Klepač M.J. Martínez Sánchez | 6−3, 6−3            |
| Finalista  | 1.   | 28 de juliol de 2019  | Jūrmala, Letònia               | Terra batuda     | Galina Voskobóieva | Sharon Fichman Nina Stojanović       | 6−2, 6−7(1), [6−10] |
| Finalista  | 2.   | 6 d'octubre de 2019   | Pequín, Xina                   | Dura             | Daiana Iastremska  | Sofia Kenin B. Mattek-Sands          | 3−6, 7−6(5), [7−10] |
| Finalista  | 3.   | 28 de febrer de 2020  | Doha                           | Dura             | Gabriela Dabrowski | Hsieh Su-wei Barbora Strýcová        | 2−6, 7−5, [2−10]    |
| Finalista  | 4.   | 5 de març de 2021     | Doha (2)                       | Dura             | Monica Niculescu   | Nicole Melichar Demi Schuurs         | 2−6, 6−2, [8−10]    |
| Guanyadora | 4.   | 24 d'octubre de 2021  | Moscou, Rússia                 | Dura (i)         | Kateřina Siniaková | Nadia Kitxenok Raluca Olaru          | 6−2, 4−6, [10−8]    |
| Finalista  | 5.   | 19 de febrer de 2022  | Dubai, Emirats Àrabs Units     | Dura             | Liudmila Kitxenok  | V. Kudermétova Elise Mertens         | 1−6, 3−6            |
| Guanyadora | 5.   | 19 de juny de 2022    | Birmingham, Regne Unit         | Gespa            | Liudmila Kitxenok  | Elise Mertens Zhang Shuai            | Renúncia            |
| Finalista  | 6.   | 25 de juny de 2022    | Eastbourne, Regne Unit         | Gespa            | Liudmila Kitxenok  | Aleksandra Krunić Magda Linette      | Renúncia            |
| Guanyadora | 6.   | 21 d'agost de 2022    | Cincinnati, Estats Units       | Dura             | Liudmila Kitxenok  | N. Melichar-Martinez Ellen Perez     | 7−6(5), 6−3         |
| Finalista  | 7.   | 18 de febrer de 2023  | Doha (3)                       | Dura             | Liudmila Kitxenok  | Coco Gauff Jessica Pegula            | 4−6, 6−2, [7−10]    |
| Guanyadora | 7.   | 7 de gener de 2024    | Brisbane, Austràlia            | Dura             | Liudmila Kitxenok  | Greet Minnen Heather Watson          | 7−5, 6−2            |
| Finalista  | 8.   | 26 de gener de 2024   | Open d'Austràlia, Austràlia    | Dura             | Liudmila Kitxenok  | Hsieh Su-wei Elise Mertens           | 1−6, 5−7            |
| Guanyadora | 8.   | 30 de juny de 2024    | Eastbourne                     | Gespa            | Liudmila Kitxenok  | Gabriela Dabrowski Erin Routliffe    | 5−7, 7−6(2), [10−8] |
| Guanyadora | 9.   | 6 de setembre de 2024 | US Open, Estats Units          | Dura             | Liudmila Kitxenok  | Kristina Mladenovic Zhang Shuai      | 6−4, 6−3            |
| Finalista  | 9.   | 26 de gener de 2025   | Open d'Austràlia               | Dura             | Hsieh Su-wei       | Kateřina Siniaková Taylor Townsend   | 2−6, 7−6(4), 3−6    |
| Guanyadora | 10.  | 8 de febrer de 2025   | Abu Dhabi, Emirats Àrabs Units | Dura             | Ellen Perez        | Kristina Mladenovic Zhang Shuai      | 6−2, 6−1            |
| Finalista  | 10.  | 22 de febrer de 2025  | Dubai (2)                      | Dura             | Hsieh Su-wei       | Kateřina Siniaková Taylor Townsend   | 6−7(5), 4−6         |
| Guanyadora | 11.  | 6 d'abril de 2025     | Charleston, Estats Units       | Terra batuda     | Erin Routliffe     | Caroline Dolehide Desirae Krawczyk   | 6−4, 6−2            |
| Finalista  | 11.  | 13 de juliol de 2025  | Wimbledon, Regne Unit          | Gespa            | Hsieh Su-wei       | V. Kudermétova Elise Mertens         | 6−3, 2−6, 4−6       |

## Trajectòria

### Individual
| Open d'Austràlia | A   | A   | 1R    | 3R          | 3R          | 1R          | 2R          | 1R          | 3R          | QF | 3R | 0 / 9     | 13 – 9    |
| Roland Garros | A   | Q1  | 1R    | G           | 1R          | 1R          | 3R          | 1R          | 2R          | 2R | 2R | 1 / 9     | 12 – 8    |
| Wimbledon | A   | 2R  | 1R    | QF          | SF          | 1R          | NC          | 3R          | 4R          | 2R |    | 0 / 8     | 16 – 8    |
| US Open | A   | 2R  | 1R    | 3R          | 3R          | 3R          | A           |             | 1R          | QF |    | 0 / 7     | 11 – 7    |
| Jocs Olímpics | NC  | NC  | 1R    | No celebrat | No celebrat | No celebrat | No celebrat | 1R          | NC          | NC |    | 0 / 2     | 0 – 2     |
| WTA Finals | A   | A   | A     | RR          | A           | A           | NC          | A           | A           | A  |    | 0 / 1     | 1 – 2     |
| WTA Elite Trophy | A   | A   | A     | A           | A           | A           | No celebrat | No celebrat | No celebrat | RR |    | 0 / 1     | 1 – 1     |
| Total Victòries−Derrotes | 1−1 | 6−5 | 19−24 | 43−20       | 23−21       | 27−27       | 9−8         | 27−18       |             |    |    | 157 – 126 | 157 – 126 |
| Rànquing a final d'any | 308 | 79  | 44    | 7           | 22          | 44          | 44          | 28          |             |    |    |           |           |
| Llegenda: G: Guanyadora; F: Finalista; SF: Semifinalista; QF: Quarts de final; Q: Qualificació; A: Absent; RR: Round Robin; |     |     |       |             |             |             |             |             |             |    |    |           |           |

### Dobles femenins
| Open d'Austràlia | A   | 1R   | 1R          | 1R          | 2R          | QF          | 3R    | 2R | 1R | F | 0 / 9    | 12 – 9   |
| Roland Garros | A   | 1R   | 1R          | 1R          | QF          | 3R          | 3R    | SF | 2R |   | 0 / 8    | 12 – 8   |
| Wimbledon | A   | 3R   | 1R          | 3R          | 1R          | NC          | 2R    | SF | 1R |   | 0 / 7    | 9 – 7    |
| US Open | A   | 2R   | 1R          | 1R          | QF          | A           | A     | 3R | 2R |   | 0 / 6    | 7 – 6    |
| Jocs Olímpics | NC  | A    | No celebrat | No celebrat | No celebrat | No celebrat | 1R    | NC | NC |   | 0 / 1    | 0 – 1    |
| Total Victòries−Derrotes                                                                                                   | 2−4 | 6−13 | 18−14       | 14−12       | 26−20       | 12−7        | 23−15 |    |    |   | 103 – 87 | 103 – 87 |
| Rànquing a final d'any | 152 | 101  | 42          | 38          | 22          | 19          | 23    |    |    |   |          |          |
| Llegenda: G: Guanyadora; F: Finalista; SF: Semifinalista; QF: Quarts de final; Q: Qualificació; A: Absent; RR: Round Robin |     |      |             |             |             |             |       |    |    |   |          |          |

### Dobles mixts
| Open d'Austràlia | A  | A  | A  | A | 2R | 1R | A  | QF | 0 / 3 | 3 – 3  |
| Roland Garros | A  | 1R | 1R | A | NC | A  | A  | 1R | 0 / 3 | 0 – 3  |
| Wimbledon | SF | A  | A  | F | NC | A  | QF |    | 0 / 3 | 11 – 3 |
| US Open | 1R | 2R | A  | A | NC | A  | QF |    | 0 / 3 | 3 – 3  |
| Llegenda: G: Guanyadora; F: Finalista; SF: Semifinalista; QF: Quarts de final; Q: Qualificació; A: Absent; RR: Round Robin |    |    |    |   |    |    |    |    |       |        |